# Вездеходная
Вездехо́дная — река в Таймырском Долгано-Ненецком районе Красноярского края России, впадает в Вездеходный залив моря Лаптевых. Длина реки — 164 км, площадь водосборного бассейна — 2090 км².
Исток реки находится на северо-востоке полуострова Таймыр, в самой высокой части гор Бырранга, на высоте более 700 м над уровнем моря. Течёт преимущественно на северо-восток, сначала по горной тундре, ближе к устью — по арктической. В среднем течении русло расширяется до 103 м, при этом глубина остаётся весьма незначительной, всего 0,4-0,6 м. Многочисленные шиверы и осерёдки. Ближе к устью встречаются некрупные пойменные озёра. Берега часто заболоченные, песчаные. Впадает в Вездеходный залив в 37 км к юго-востоку от устья реки Неизвестной. В нижнем течении ширина русла составляет 60 м при глубине 1 м.

## Основные притоки
Указаны поименованные притоки длиной 30 км и более.
| Название  | Расстояние от устья | Длина | Положение |
| --------- | ------------------- | ----- | --------- |
| Гусиха    | 11                  | 35    | правый    |
| Равнинная | 138                 | 34    | правый    |

## Данные водного реестра
По данным государственного водного реестра России и геоинформационной системы водохозяйственного районирования территории РФ, подготовленной Федеральным агентством водных ресурсов:
- Бассейновый округ — Енисейский
- Речной бассейн — Хатанга
- Речной подбассейн — Хатанга от слияния Хеты и Котуя до устья
- Водохозяйственный участок — Реки бассейна моря Лаптевых от мыса Прончищева до границы между Таймырским (Долгано-Ненецким) АО и Республикой Саха (Якутия) без реки Хатанга
- Код объекта в государственном водном реестре — 17040400212117600002321[5].